# Galería Karsten Greve
La Galería Karsten Greve es una galería de arte con varias sedes en capitales europeas. Creada por Karsten Greve, tiene sedes en Colonia (Alemania), Sankt Moritz (Suiza) y París (Francia). Está especializada en arte de la posguerra y contemporáneo, y representa alrededor de cincuenta artistas. La galería se caracteriza por exposiciones de arte vanguardista de posguerra, aunque sus intereses pasan por fotógrafos y artistas chinos contemporáneos o jóvenes artistas internacionales. La galería publica un catálogo para acompañar las exposiciones, así como monografías y catálogos razonados.

## Historia
La Galería Karsten Greve es propiedad del marchante alemán y editor Karsten Greve, que fundó la galería en el año 1972, en Colonia, Alemania. En 1989, Karsten Greve abrió un segundo espacio en París; en 1994, en una tercera ubicación en Milán (cerrada en 2002) y otra sala de exposiciones en Sankt Moritz, abierta en 1999.

### Colonia

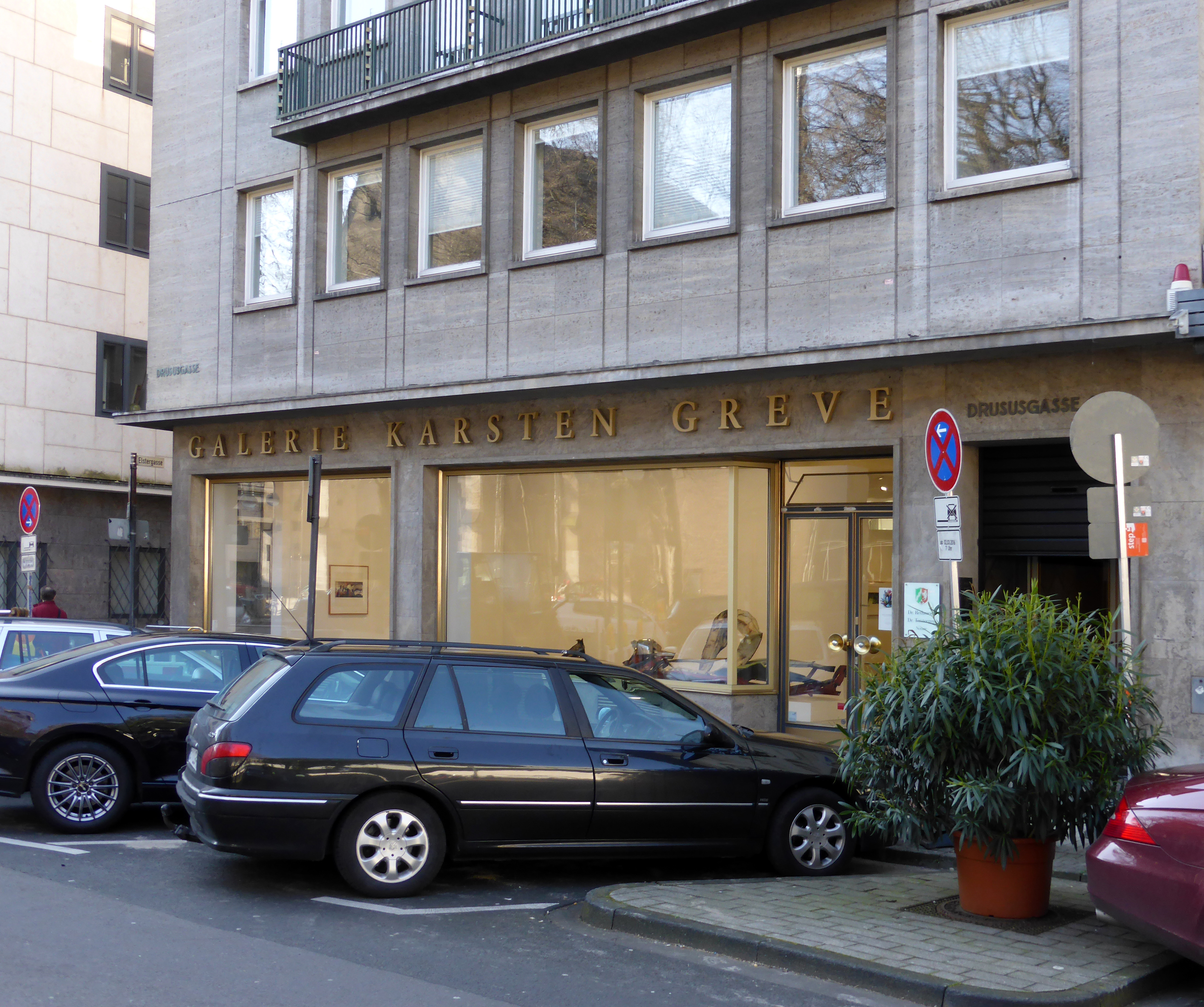
La Galería de Colonia

En 1970, Karsten Greve, junto con Rolf Möllenhof, creó la Galería Möllenhof / Greve. Dos años después, Greve fundó su propia galería en su ubicación original de Colonia, Lindenstraße 20 Galeriehaus, debutando con una exposición individual de Yves Klein de su serie antropométrica. Ese mismo año, la galería Karsten Greve se presentó en la Art Basel por primera vez. En 1973 Karsten Greve se convirtió en el único propietario de la Galería Karsten Greve. 
En 1980, la galería se trasladó al antiguo espacio de Aenne Abels en Wallrafplatz 3, con exposiciones de Cy Twombly (1982), Lucio Fontana (1982 y 1983) y Willem de Kooning (1990), entre otros. La galería se trasladó a la antigua galería Albertusstraße 18 de Rudolf Zwirner en 1992, diseñada por el arquitecto Erich Schneider-Wessling. El espacio fue inaugurado con una muestra individual de John Chamberlain, seguida por Josef Albers (1996 y 1998), Cy Twombly (1997), Wols (1998), Louise Bourgeois (1999) y Jannis Kounellis (1999). En 2000, la galería Karsten Greve de Colonia se trasladó a su emplazamiento principal, Drususgasse 1-5. Los pisos inferiores del edificio, situado en el centro de Colonia, fueron remodelados por el arquitecto francés Yannis Tsiomis. La galería todavía mantiene sus locales de Wallrafplatz.

### Paris
En 1989, la Galería Karsten Greve abrió sede en la calle Debelleyme, en el distrito de Marais de París, cerca del Museo Picasso. Desde entonces, la zona se ha convertido en un lugar popular para los galeristas. La galería, situada en un palacio del siglo XVII, alrededor de un patio parisino, consta de una gran galería principal y otra más pequeño, con tres plantas de exposición. El arquitecto Yannis Tsiomis fue el responsable de la remodelación.
En 2003, la Galería Karsten Greve de París presentó una exposición individual de Pierre Soulages.

### Milán
En 1994, Karsten Greve abrió un tercer espacio en vía Santo Spirito, en Milán, cerca de vía Montenapoleone, dedicando la primera exposición a Cy Twombly. Entre los artistas expuestos figuran Piero Manzoni, Lucio Fontana, Alberto Burri, Nicola de Maria, Osvaldo Licini, Francesco Lo Savio y Mario Nigro. El espacio fue cerrado en 2002.

### Sankt Moritz
En 1999, Karsten Greve abrió su cuarto espacio en la vía Maistra 4 de Sankt Moritz, Suiza. El antiguo Hotel Posthaus en el que la galería se encuentra fue rediseñado por el arquitecto británico Norman Foster. A diferencia de otras galerías, es sede de exposiciones todo el año.

## Reputación de la galería
La galería ha logrado una importante reputación gracias a su trabajo de comisariado, su presencia en distintas ferias de arte, y la calidad de sus exposiciones. Además, Karsten Greve cultiva la amistad con muchos de los artistas representados, como Cy Twombly, Louise Bourgeois, John Chamberlain, Jannis Kounellis, Pierre Soulages o Gotthard Graubner. Galerie Karsten Greve contribuido fuertemente al reconocimiento internacional de muchos de sus artistas representados.
La galería se ha interesado por los grandes movimientos de renovación desde 1945 y ha colaborado con los principales museos e instituciones de arte, trabajando en estrecha colaboración con el Centro Pompidou de París, el Museo Guggenheim de Nueva York, el Nasher Sculpture Center de Dallas, la Fondation Beyeler y el Kunstmuseum de Basilea, entre otros. Hong Kong y Miami Beach, FIAC de París, TEFAF Maastricht, TEFAF de Nueva York Primavera y el Arte de Colonia.
| Josef Albers     | Lynn Davis        | David Malin         | Gedeón Rubin    |
| Eugène Atget     | Willem De Kooning | Sally Mann          | Georgia Russell |
| Ilse Bing        | Ding Yi           | Piero Manzoni       | Joel Shapiro    |
| Pierrette Bloch  | Jean Dubuffet     | Fausto Melotti      | Pierre Soulages |
| Louise Bourgeois | Lucio Fontana     | Henri Michaux       | Louis Soutter   |
| Brassaï          | Gotthard Graubner | Claire Morgan       | Cy Twombly      |
| Thomas Brummett  | Leiko Ikemura     | Manish Nai          | Luise Unger     |
| Alexander Calder | Raúl Illarramendi | Mario Nigro         | Sergio Vega     |
| Lawrence Carroll | Mimmo Jodice      | Robert Polidori     | Wols            |
| John Chamberlain | Yiorgos Kordakis  | Norbert Prangenberg |                 |
| Joseph Cornell   | Catherine Lee     | Qiu Shihua          |                 |

## Publicaciones
La Galería Karsten Greve publica catálogos para acompañar a sus exposiciones, así como monografías y catálogos explicativos. Por ejemplo, ha publicado títulos sobre Brassaï – Dubuffet (2011), Joseph Cornell (1992), Louis Soutter (1998), con textos de Jean Dubuffet, Lucio Fontana o Cy Twombly (2013).